# Zimostráz

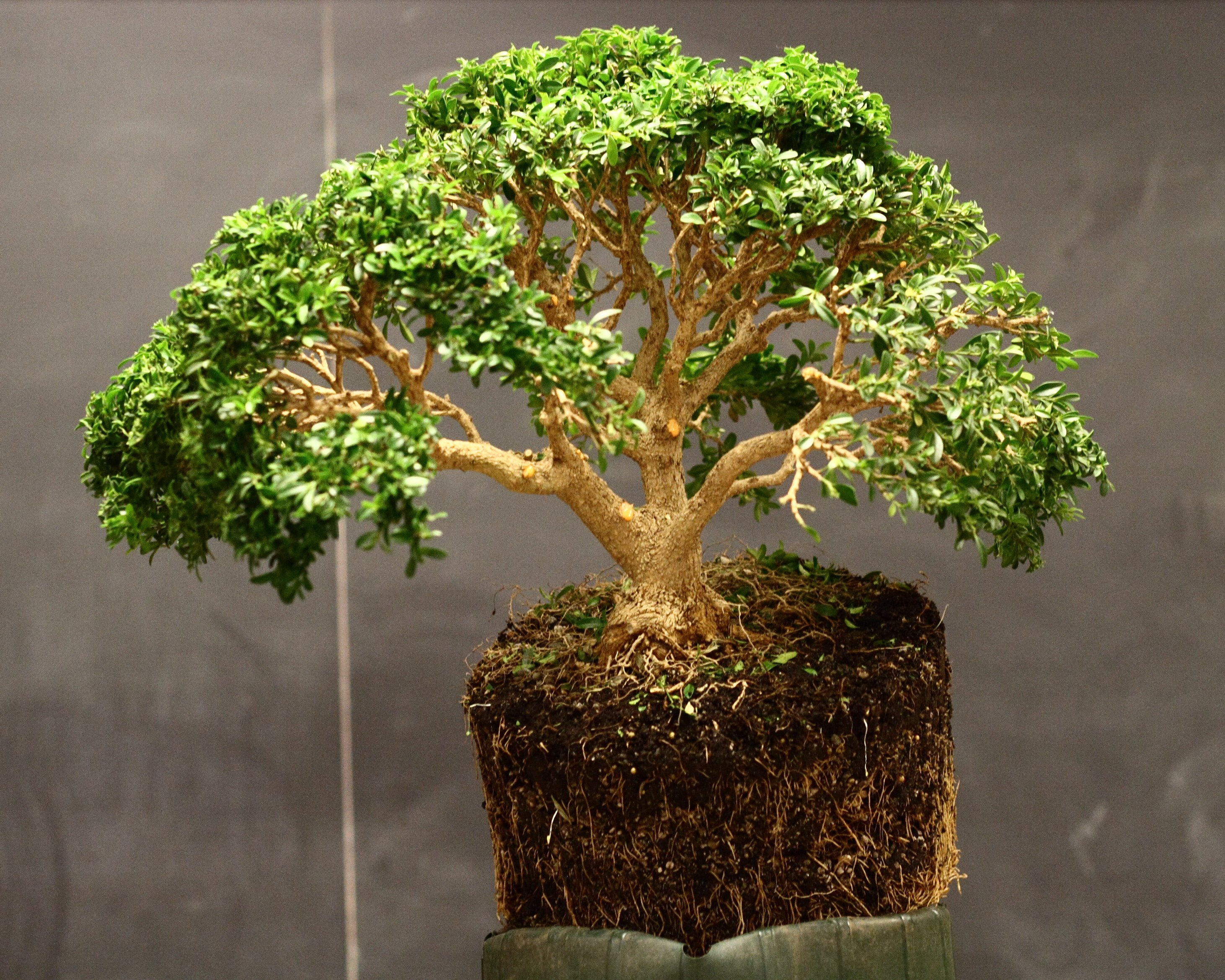
Bonsai ze zimostrázu malolistého

Zimostráz (Buxus) je rod vyšších dvouděložných rostlin z čeledi zimostrázovité. Zahrnuje asi 100 druhů a je rozšířen porůznu v Evropě, Asii, Africe i Americe. Zimostrázy jsou stálezelené keře a stromy s jednoduchými kožovitými vstřícnými listy a nenápadnými květy. Zimostráz vždyzelený a zimostráz malolistý se pěstují v různých kultivarech jako okrasné dřeviny, využívané např. k tvorbě živých plotů.

## Popis
Zimostrázy jsou stálezelené keře nebo nevelké stromy dorůstající výšky do 6 metrů. Listy jsou jednoduché, vstřícné, tence nebo tlustě kožovité, krátce řapíkaté, celokrajné, se zpeřenou žilnatinou. Květy jsou jednopohlavné, drobné a nenápadné, uspořádané ve vrcholových nebo úžlabních hroznech, klasech nebo hlávkách. Rostliny jsou jednodomé. Na vrcholu květenství je jeden vrcholový samičí květ, pod ním jsou samčí květy. Samčí květy mají 4 okvětní lístky, obsahují 4 tyčinky, ve středu květu jsou zbytky semeníku. Samičí květ má 5 nebo 6 okvětních lístků a obsahuje trojpouzdrý semeník srostlý ze 3 plodolistů, nesoucí na vrcholu 3 volné čnělky. V každém pouzdře semeníku jsou 2 vajíčka. Plodem je kulovitá nebo vejcovitá pouzdrosečná tobolka zakončená vytrvalými čnělkami a pukající 3 chlopněmi. V každém pouzdře jsou 2 podlouhlá, černá a lesklá semena. Zimostráz obsahuje silně projímavé alkaloidy.

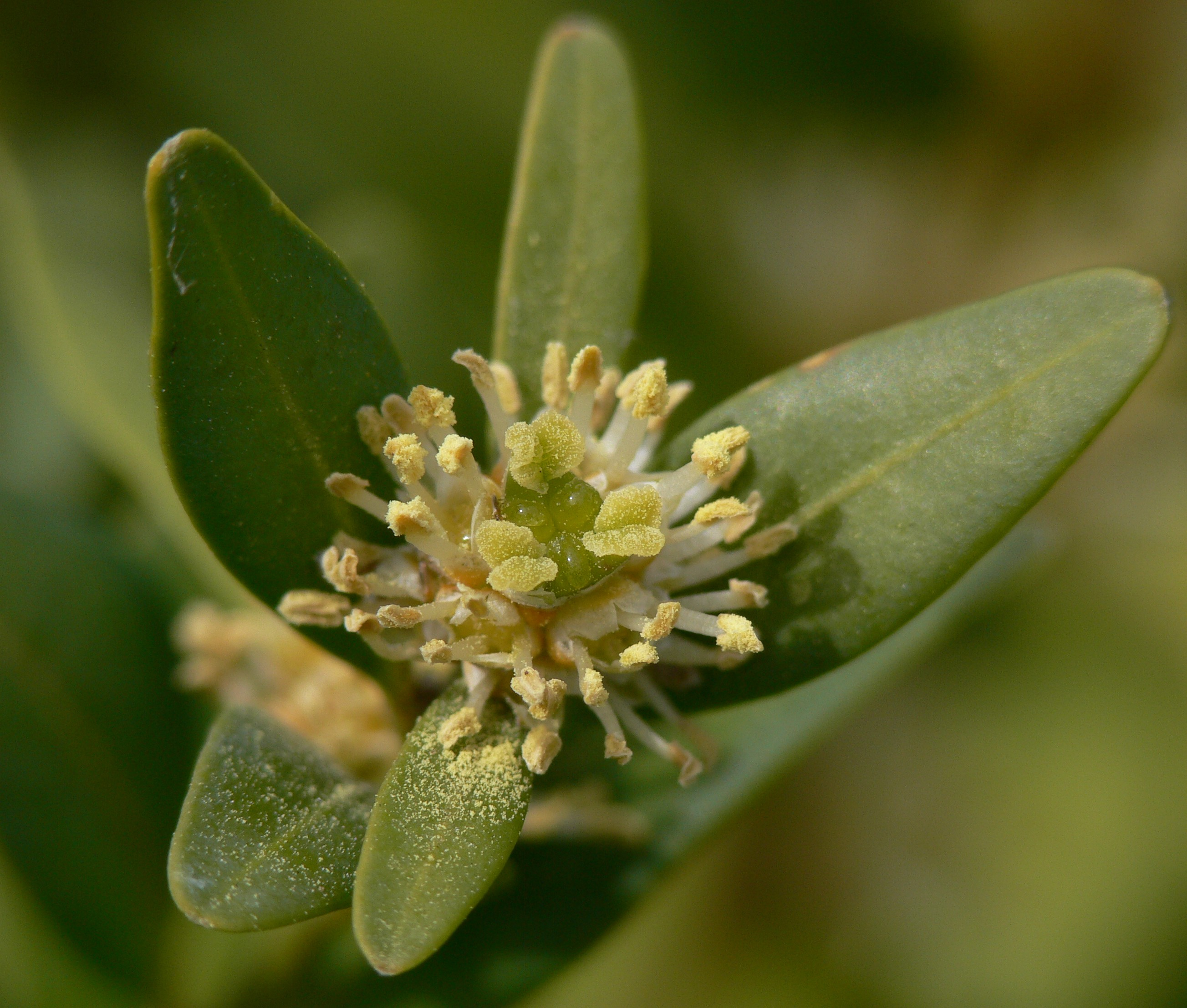
Detail květenství zimostrázu vždyzeleného
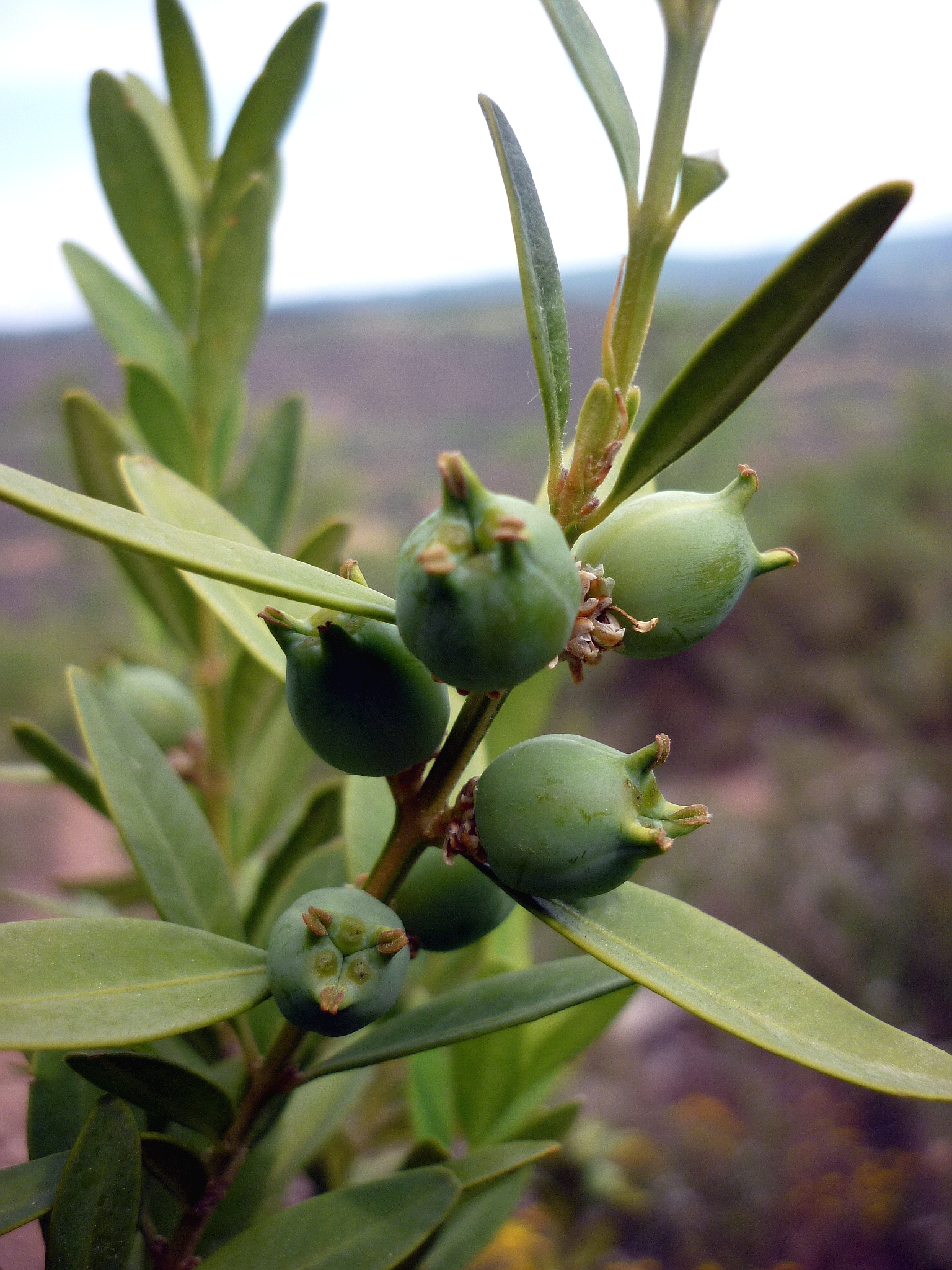
Nedozrálé plody zimostrázu vždyzeleného
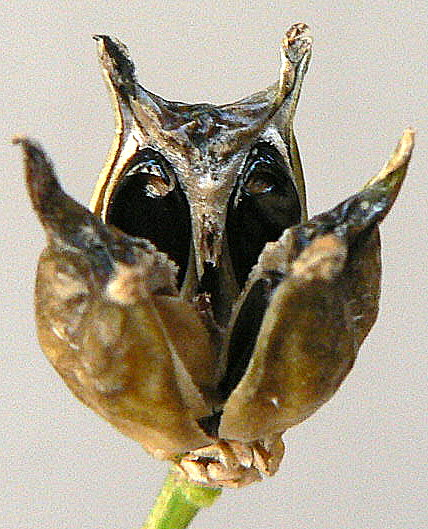
Otevřená tobolka zimostrázu vždyzeleného

## Rozšíření
Rod zimostráz zahrnuje asi 100 druhů. Je rozšířen ostrůvkovitě v Evropě, Asii, Africe i Americe. V Evropě rostou 2 druhy. V západní a jižní Evropě se vyskytuje zimostráz vždyzelený (Buxus sempervirens), ve Španělsku, Sardinii a na Baleárských ostrovech zimostráz baleárský (Buxus balearica).

## Zástupci
- zimostráz baleárský (Buxus balearica)
- zimostráz kolchický (Buxus colchica)
- zimostráz malolistý (Buxus microphylla)
- zimostráz vždyzelený (Buxus sempervirens)

## Význam

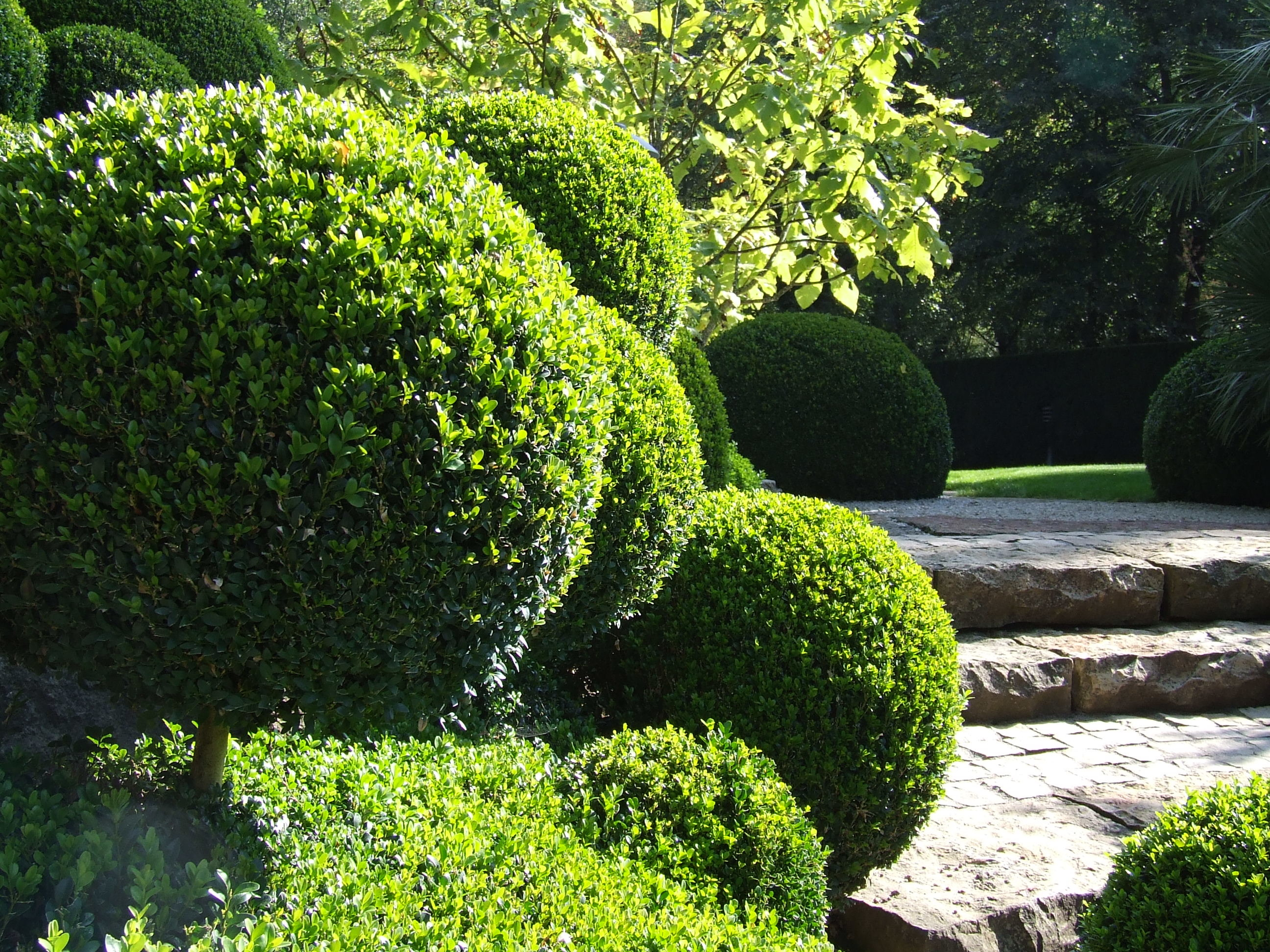
Tvarovaný zimostráz vždyzelený

V České republice jsou jako okrasné dřeviny pěstovány v množství rozličných kultivarů 2 druhy zimostrázu: zimostráz vždyzelený (Buxus sempervirens) a zimostráz malolistý (Buxus microphylla). Existuje i kříženec obou druhů, např. kultivar Buxus 'Green Velvet'.
Zimostrázy jsou velmi vhodné na tvarované živé ploty, hodí se též jako předsadba či podrost vyšších stromů. Výborně zadržují prach i hluk a poskytují ptactvu prostor pro hnízdění.
Výjimečně se lze ve sbírkách českých botanických zahrad setkat i s jinými druhy zimostrázu, jako je např. zimostráz baleárský (Buxus balearica) nebo zimostráz kolchický (Buxus colchica).

## Pěstování
Oba pěstované druhy zimostrázu jsou celkem nenáročné dřeviny, rostoucí na slunci i ve stínu. Na přílišném úpalu jim žloutnou listy. Snášejí lehčí, těžší i sušší půdy, jsou však citlivé na psí moč. Netrpí okusem zvěří. Na zimu se nepřikrývají, je však vhodné půdu kolem rostlin před zámrazem dobře prolít. Výborně snášejí i hlubší řez. Prořezávku či tvarování je nejvhodnější udělat v předjaří, případně pak ještě jednou v létě. S kořenovým balem je možno po seříznutí přesazovat i starší exempláře. Množí se klasicky řízkováním v pařeništi či skleníkové množárně v období od srpna do března. Možné je i množení dělením nakopčených rostlin.